# Anthurium bimarginatum
Anthurium bimarginatum är en kallaväxtart som beskrevs av Luis Aloysius, Luigi Sodiro. Anthurium bimarginatum ingår i släktet Anthurium och familjen kallaväxter. Inga underarter finns listade.